# Município de Yellow Creek (condado de Graham, Carolina do Norte)
O município de Yellow Creek (em inglês: Yellow Creek Township) é um localização localizado no  condado de Graham no estado estadounidense da Carolina do Norte. No ano 2010 tinha uma população de 642 habitantes.

## Geografia
O município de Yellow Creek encontra-se localizado nas coordenadas 35° 24′ 33,31″ N, 83° 51′ 28,64″ O.